# Vladimir Lidin
Vladimir Germanovici Lidin (Лидин, Владимир Германович, n. 3/15 februarie 1894, Moscova, Imperiul Rus – d. 27 septembrie 1979, Moscova, RSFS Rusă, URSS) a fost un scriitor de ficțiune și memorialist sovietic și rus. Este unul dintre creatorii legendei despre soarta postumă a lui Nikolai Gogol.

## Biografie
Lidin s-a născut ca Vladimir Gomberg într-o familie de negustori evrei rusificați la Moscova. Tatăl său a avut o afacere cu produse de export. A studiat la Institutul Larazev de limbi orientale și la Universitatea de Stat din Moscova, pe care a absolvit-o în 1915 cu o licență în drept. Datorită inspirației neorealiștilor ruși și a unor scriitori occidentali precum Guy de Maupassant, el a publicat prima sa povestire în 1908. Până în 1912 a contribuit cu mai multe povestiri la diferite reviste și ziare. În 1916 a publicat prima sa colecție de proză, sub titlul nihilist „Trin-trava”  (Трын-трава), care se traduce prin „nimic nu contează”.
În timpul Primului Război Mondial, Lidin a luptat pe Frontul de Răsărit. În timpul Războiului Civil Rus ulterior, s-a alăturat trupei Armatei Roșii și a slujit în Siberia de Est. Experiența sa în aceste conflicte a fost o sursă de inspirație pentru mai multe colecții de ficțiune scurtă care au fost publicate în 1923, ca de exemplu: A șasea ușă, Berlin (Шестая дверь, Берлин) și O poveste cu multe zile (Повести о многих днях). După război, a călătorit mult în Europa de Vest și în Orientul Mijlociu, înainte de a se întoarce la Moscova, unde a ajuns unul dintre cei mai vizibili scriitori sovietici din anii 1920. În această perioadă a publicat aproximativ 20 de cărți, inclusiv ficțiune scurtă și lungă, literatură de călătorie și numeroase eseuri. El nu a făcut parte din niciun grup literar.
Recunoașterea sa internațională a venit în 1931, când romanul său din 1927 Apostatul (Отступник) a fost publicat în limba engleză și în alte limbi europene și i-a adus recunoaștere internațională. În Statele Unite ale Americii, romanul a fost publicat în 1932 sub titlul The Price of Life (Prețul vieții). În această perioadă, el a călătorit atât de mult încât era considerat că „locuia parțial în străinătate”.
Stilul său de scriere a devenit mai simplu și mai eficient în anii 1930, iar mesajul social al operelor sale a devenit mai evident. De la începutul anilor 30, popularitatea scriitorului scade oarecum. Psihologismul profund, intonația liniștită, dar precisă determină acum originalitatea prozei sale. Cele mai cunoscute lucrări ale sale din această perioadă au fost Vin corăbiile (1926), Pescari (Рыбаки, 1927), Mormântul soldatului necunoscut (Могила неизвестного солдата, 1932), Drumul spre apus  (Дорога на Запад, 1940) și romanul The Great, or the Pacific (1933), scris după o călătorie în Extremul Orient și cele mai multe dedicate construirii unui vieți noi la frontiera estică a Rusiei.
După intrarea Rusiei în al Doilea Război Mondial, Lidin a lucrat ca reporter de război pentru cotidianul rus Izvestia în 1941 și 1942, documentând primul an al invaziei germane într-o colecție de eseuri publicate sub numele Iarna din anul 1941 (Зима 1941 года). În acest timp a scris și un eseu intitulat „Talnoe” (Тальное), despre exterminarea evreilor de către armata nazistă în Ucraina, eseu care a fost inclus în Cartea neagră: Crima nazistă împotriva poporului evreu (The Black Book: The Nazi Crime Against the Jewish People), o colecție de mărturii și de relatări ale martorilor despre Holocaust, care a fost folosit ca dovadă în timpul proceselor de la Nürnberg, dar nu a fost niciodată publicată în Uniunea Sovietică.
Nemulțumirea lui Iosif Stalin față de unul dintre reportajele sale l-a făcut pe Lidin să piardă favoarea autorităților sovietice. A fost retrogradat la un ziar militar regional și între 1943 și 1946 nu a avut lucrări publicate, o pauză semnificativă în producția sa de altfel prolifică și constantă. Abia la sfârșitul anilor 1940 a reușit din nou să își publice lucrările. În afară de scrierile anterioare care au fost publicate abia acum - cel mai important, romanul Exil (Изгнание), care se ocupă de primii doi ani ai invaziei naziste, scris în 1942 și publicat (a doua ediție) în 1947 - scrierile sale erau mai mult conformiste. După moartea lui Stalin, i s-au oferit o serie de poziții proeminente în Uniunea Scriitorilor Sovietici și a predat la Institutul de literatură Maxim Gorky. În 1961 a publicat memoriile literare Oameni și întâlniri (Люди и встречи). În ultimii ani a publicat noi culegeri de povestiri, schițe, reportaje și memorii, ca de exemplu Prietenul din depărtări (1957), Trenuri de noapte (1959), Calea cocorilor (1962), Răpăitul ploii (1963) și altele. A continuat să scrie și să publice pentru tot restul vieții sale.
La 15 septembrie 1961 i s-a acordat Ordinul Insigna de Onoare (Орден «Знак Почёта»). În 1964, la 16 aprilie a primit Ordinul Steagul Roșu al Muncii, și din nou în 1974, la 18 februarie.  
A murit în 1979, la Moscova, la vârsta de 85 de ani. Interesul reînnoit pentru munca sa în era post-sovietică a dus la editarea în 1991 a caietelor sale nepublicate din anii 1970.

## Bibliografie

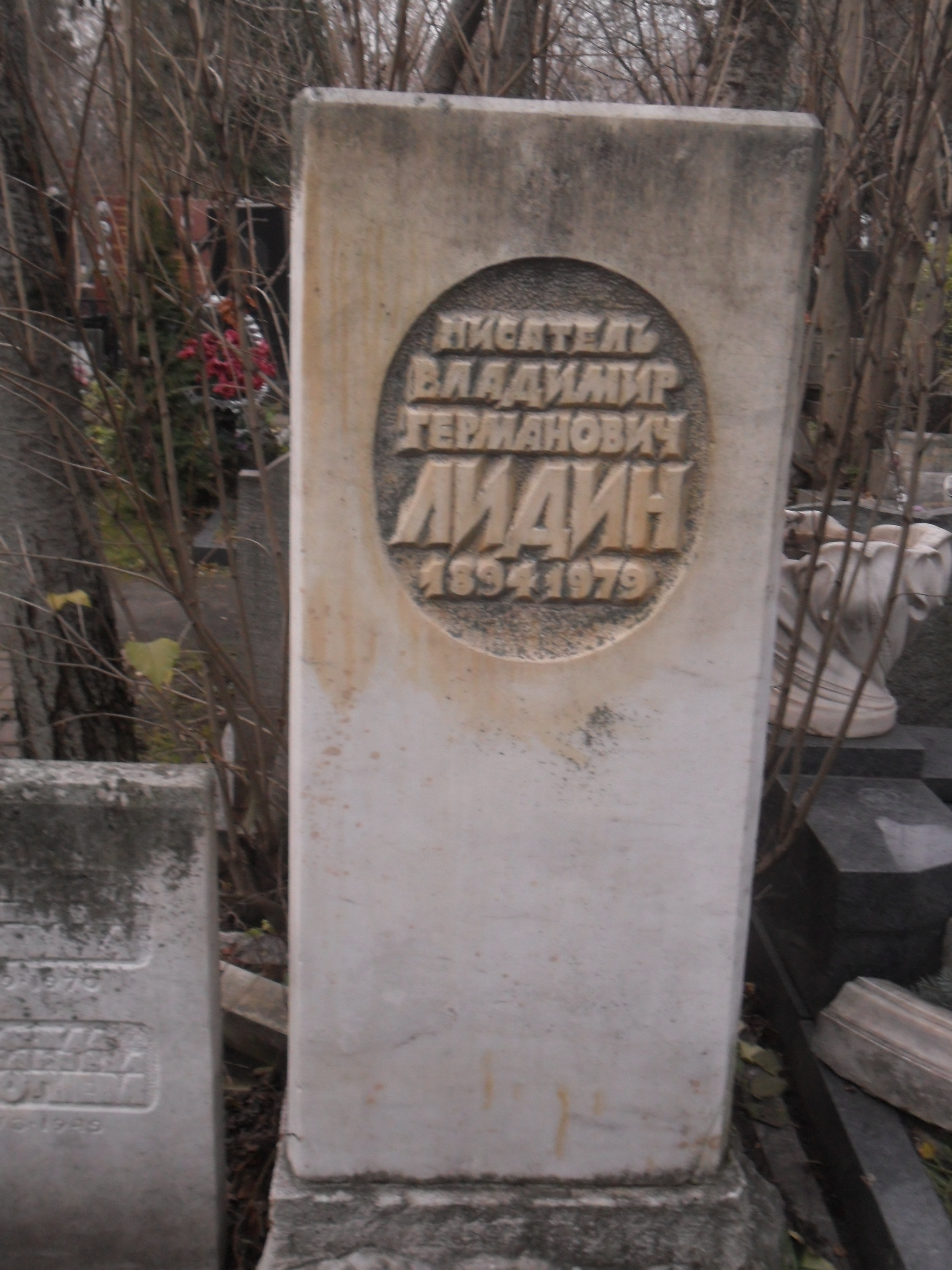
Mormântul lui Lidin din cimitirul Novodevicii, Moscova

### Colecții de povestiri
- Трын-трава, М., editura Zilele Nordului «Северные дни»,1916
- Вороные кони, М., «Северные дни», 1916
- Полая вода, М., «Северные дни»,1917
- Арфы, повесть, М., «Северные дни», 1920
- Моря и горы, М., «Северные дни»,1922
- Ковыль скифский, повесть, 1922
- Курга-баба, 1922
- Мышиные будни, Пг., «Прибой», 1923 (două ediții)
- Повести о многих днях, Берлин, «Огоньки», 1923
- Морской сквозняк, М.-Пг., «Изд-во Л.Д.Френкель», 1923
- Будда, М.-Пг., «Изд-во Л.Д.Френкель», 1923
- Шестая дверь, Берлин, «Книгоиздательство писателей», 1923
- На цветущей земле, М.,«Новые вехи», 1924
- Голубое и жёлтое, Л.-М., «Пучина», 1925
- Горит земля, М., «Прожектор», 1925
- Nordul[9] - Нард, Л., «Ленгиз», 1925
- Рассказы о двадцатом годе, М., «Огонек», 1925
- Люди земли и воды, Харьков, «Пролетарий», (1926)
- Растрата Глотова // «Красная Новь»;  М.-Л., «ОГИЗ», 1926
- Пути и вёрсты, Л., «Прибой», 1927 (schițe)
- Drumuri și distanțe[9] (1927)
- Сын человека, М.-Л., «Гиз», 1927
- Рыбаки, М., «Огонек», 1927
- Марина Веневцева, М., «Огонёк», 1927
- Обычай ветра, М.-Л., «Печатный двор», 1929
- Căutătorii[9] - Искатели, М., «Федерация», 1930
- Путина, М., «Федерация», 1930
- Рассказы, М., «Советская литература», 1934
- Мужество, М., «Огонёк», 1934 (povestirea  "Младость" și "Мужество")
- Избранные рассказы, М., «ГИХЛ», 1935
- Drum spre apus[9] -Дорога на Запад, М., «ГИХЛ», 1940
- Изгнание, повесть, М., «ГИХЛ», 1942, ed. a 2-a revizuită în 1947
- Зима 1941 года, 1942 (очерки)
- Простая жизнь, М.,  Editura  „Scriitorul sovietic” «Советский писатель», 1943
- Актриса, рассказы, М., «Огонёк», 1940
- Избранное, М., «Советский писатель», 1948
- Свежий ветер, М., «Советский писатель», 1952
- Дальневосточные  повести, М., «Советский писатель», 1954
- Рассказы.Повести.Воспоминания, М., «ГИХЛ», 1954
- Prietenul din depărtări[9] - Далёкий друг, М., «Молодая гвардия», 1957
- Старая яблоня, М., «Огонек», 1957
- Повести и рассказы, М., «Советский писатель», 1958
- Trenuri de noapte[9] - Ночные поезда, М., «Советский писатель», 1959
- Леванти, М., «Огонек», 1960
- Calea cocorilor[9] - Дорога журавлей, М., «Советский писатель», 1962
- Răpăitul ploii[9] - Шум дождя, М., «Советская Россия», 1963
- Сердца своего тень, М., «Советский писатель», 1965
- Три повести, М., «Советский писатель», 1967
- Облачный день над морем, М., «Советская Россия», 1967
- Главы утра, М.,«Советский писатель», 1969
- Прилёт птиц, М., «Советский писатель», 1970
- Песня лодочников, М., «Современник», 1971
- Все часы времени, М., «Советский писатель»,1972
- Окно, открытое в сад, М., «Московский рабочий», 1975
- Отражения звёзд, М., «Советский писатель», 1978
- Таяние снегов, М., «Советский писатель», 1980
- Четыре времени года, М., «Советский писатель», 1991
- Собрание сочинений в 6-ти томах,  М. - Л., «Гиз», 1928 - 30
- Собрание сочинений в 3-х томах,  М., «Художественная литература», 1973 -74

### Romane
- Vin corăbiile[9], Идут корабли, М.-Л.,« ГИХЛ», 1926, ed. a 2-a 1927
- Отступник // «Новый мир», 1927, nr. 4-8
- Mormântul soldatului necunoscut[9] - Могила неизвестного солдата, М., Ed.  „Literatura sovietică” «Советская литература», 1932
- Великий или Тихий,  М., «Советская литература», 1933; «ГИХЛ», 1956
- Сын, М.,« ГИХЛ», 1936
- Две жизни, Москва, «Советский писатель», 1950

### Memorii, non-ficțiune
- Люди и встречи, Москва, «Московский рабочий», 1957, 2-е изд.1961, 3-е изд.1965, 4-е изд.1980
- Друзья мои — книги. Заметки книголюба.М.,«Искусство»,1962;«Книга»,1966; «Современник»,1976

## Traduceri în limba română
În limba română i-a fost tradusă povestirea Săgetătorul de către Tatiana Niculescu și a fost publicată în volumul I al colecției Nuvele sovietice în 1965.